# Aichi Television Broadcasting
A Aichi Television Broadcasting Co., Ltd. (nome abreviado: TVA, em japonês:  テレビ愛知株式会社, transl. Terebi Aichi kabushiki gaisha) é uma estação de TV em Nagoya, Japão. É conhecido como " TV Aichi ". É uma estação de TV da rede TXN .